# Магденко
Магде́нко — украинский казацко-старшинский (впоследствии — дворянский) род, происходящий от Лаврентия Магденко (XVII век), казака местечка Опошня Гадячского полка.
От его сыновей берут начало две ветви рода: старшая — опошнянская, которая быстро угасла, и младшая — полтавская.
Сидор Лаврентьевич (2-я половина XVII — 1-я половина XVIII в.), основатель старшей ветви, был опошнянским городовым атаманом и «за сотника правил». Сын Сидора — Яков Сидорович (2-я половина XVII — 1-я половина XVIII в.), участник Полтавской битвы 1709 года на стороне российской армии, опошнянский сотник (1721—1722).
Основателем Полтавской ветви был Григорий Лаврентьевич (2-я половина XVII — 1-я половина XVIII в.), полтавский купец и обыватель. Его единственный сын — Василий Григорьевич (год рожд. неизвестен — 1772), полтавский полковой хорунжий (1745—1758), полковой есаул (1758—1766), абшитованный (польс. abszytowany — отставной) полковой обозный (1766). Потомки Василия Григорьевича также занимали старшинские должности: Андрей Васильевич (ок. 1727—до 1795) — Новосанжарский сотник (1757—1769), в 1770—1771 — участвовал в русско-турецкой войне (1768—1774); Семен Васильевич (ок. 1740 — год смерти неизвестен) — киевский полковой есаул (1766—1768).
К Полтавской ветви рода относились также Иван Семенович (ок. 1774 — до 1832), участник русско-турецкой войны 1806-1812 годов, Отечественной войны 1812 года и заграничного похода русской армии 1813-1814 годов, генерал-майор, командир артиллерийской бригады (1813—1821), кавалер орденов Св. Анны 2-й степени с алмазами и Св. Георгия 4-го класса, Михаил Семенович (1779—до 1837), генерал-майор (1819); Елизавета Ивановна (1807—1836), в замужестве графиня Капнист; Виктор Николаевич (1887—1954), живописец-пейзажист, член Ассоциации художников Красной Украины (1929).
Род внесен во 2-ю и 3-ю части родословных книг Полтавской, Черниговской и Екатеринославской губерний.